# The Adventure of Little Ralph
The Adventure of Little Ralph (ちっぽけラルフの大冒険, Chippoke Ralph no Daibouken) est un jeu vidéo de plates-formes en 2D, publié sur console PlayStation. Il est développé par New Corporation et uniquement publié au Japon. Le scénario se centre sur Ralph, un homme transformé en enfant qui doit sauver une demoiselle en détresse.

## Système de jeu
Certains combats contre des boss se rapproche de jeux vidéo de combat comme Street Fighter II.

## Développement
New Corp est formé par l'un des centres de jeux de Kashiwazaki, Niigata, au Japon, connu notamment pour la sortie de Boxer’s Road, un coffret sur PlayStation en 1995. Le développement du jeu débute en 1991. Il est à l'origine développé sur ordinateur Sharp X68000 avant sa finalisation sur PlayStation. Le designer Aoyagi Ryuta explique s'être inspiré de Wonder Boy, Rastan, et Quartet. La motivation de l'équipe de développement de cette époque était de réussir à produire un bon jeu de plateformes, un genre déjà sur le déclin.
Le jeu est uniquement sorti en 1999 au Japon sur PlayStation,. Il est disponible à 4 800 yen. Pour promouvoir le jeu, un concours de haut scores est organisé à sa sortie. Le premier remporte un IMac, le deuxième une radio Sony MiniDisc et un lecteur de cassette, et le troisième un walkman MiniDisc. Le jeu est réédité sur PlayStation Network le 26 juillet 2007 et disponible à 617 yen.
Le jeu a pris une cote très importante depuis quelques années sur les sites de vente comme eBay. La bande sonore est publiée en 2009 par EGG Music.

## Accueil
Famitsu attribue 26 points sur 40 au jeu. Le jeu est félicité par ses graphismes, sa bande son et sa difficulté.